# Sport1 (Litwa)
 Sport1 – informacyjny litewski kanał telewizyjny, profilowany na sport. Jest pierwszym litewskim kanałem sportowym. Składa się z meczów i programów sportowych.